# بوسو من بروفانس
بوسو (ح.844 - 11 يناير 887)؛ كان ملك بروفنس (بورغندي السفلى) من 879 حتى وفاته، هو أحد نبلاء الفرنجة ينتمي إلى عائلة بوسونيد العريقة.
هو ابن بيفين من غورز، كونت لوثارينجيا، وريتشيلديس من آرل ابنة بوسو الأكبر، وفي عام 869 تزوج بوسو من ارمنغارد ابنة لويس الثاني ملك إيطاليا وحفيدة الإمبراطور لوثر الأول.
مع عام 870 تزوج الملك شارل الأصلع من شقيقته ريتشارديس؛ وبذلك دخل بوسو في خدمة الملك حتى 877، وفي 879 تم انتخابه كـ ملك بروفنس بعد وفاة لويس ستامرر، بعد أن تم رفض انتخاب أبنيه لويس الثالث وكارلومان الثاني كملوك لبروفانس، واستمر حكمه لمنطقة حتى وفاته في 887 وخلفه ابنه الوحيد لويس الأعمى.